# Copa de la Liga de Tailandia
La Copa de la Liga de Tailandia oficialmente Toyota League Cup por razones de patrocinio es el segundo torneo de eliminatorias a nivel de clubes más importante del fútbol en Tailandia, por debajo de la Copa FA de Tailandia, es administrada por la Asociación de Fútbol de Tailandia.
Se disputó entre 1987 y 1994, para ser cancelada hasta 2010 cuando vuelve a ser disputada bajo el auspicio de la empresa Toyota Motor-Tailandia. Se juega bajo el sistema de eliminación directa.

## Lista de Campeones
| Temporada | Campeón                              | Resultado         | Finalista        | Sede de la final               |
| --------- | ------------------------------------ | ----------------- | ---------------- | ------------------------------ |
| 1987      | Royal Thai Air Force                 |                   |                  |                                |
| 1988      | Bangkok Bank                         |                   |                  |                                |
| 1989      | Royal Thai Police                    |                   |                  |                                |
| 1990      | Bangkok (Osotsapa + Royal Thai Navy) |                   |                  |                                |
| 1991      | Royal Thai Police                    |                   |                  |                                |
| 1992      | Krung Thai Bank                      |                   |                  |                                |
| 1993      | Royal Thai Police                    |                   |                  |                                |
| 1994      | Royal Thai Air Force                 |                   |                  |                                |
| 2010      | Thai Port                            | 2 - 1             | Buriram PEA      | Estadio Suphachalasai, Bangkok |
| 2011      | Buriram United                       | 2 - 0             | Thai Port        | Estadio Suphachalasai, Bangkok |
| 2012      | Buriram United                       | 4 - 1             | Ratchaburi       | Estadio Thammasat, Pathumthani |
| 2013      | Buriram United                       | 2 - 1             | Ratchaburi       | Estadio Thammasat, Pathumthani |
| 2014      | BEC Tero Sasana                      | 2 - 0             | Buriram United   | Estadio Suphachalasai, Bangkok |
| 2015      | Buriram United                       | 1 - 0             | Sisaket          | Estadio Suphachalasai, Bangkok |
| 2016      | Buriram United Muangthong United     | Título compartido | ----------       | ---                            |
| 2017      | Muangthong United                    | 2 - 0             | Chiangrai United | Estadio Suphachalasai, Bangkok |
| 2018      | Chiangrai United                     | 1 - 0             | Bangkok Glass    | Estadio Thammasat, Pathumthani |
| 2019      | PT Prachuap                          | 1 - 1 (8-7 pen.)  | Buriram United   | Estadio SCG, Nonthaburi        |

## Títulos por club
| Club                    | Campeón | Años campeón                  |
| ----------------------- | ------- | ----------------------------- |
| Buriram United FC       | 5       | 2011, 2012, 2013, 2015, 2016* |
| Royal Thai Police FC †  | 3       | 1989, 1991, 1993              |
| Royal Thai Air Force FC | 2       | 1987, 1994                    |
| Muangthong United FC    | 2       | 2016*, 2017                   |
| Krung Thai Bank FC †    | 1       | 1992                          |
| Bangkok Bank FC †       | 1       | 1988                          |
| Osotsapa FC             | 1       | 1990                          |
| Thai Port FC            | 1       | 2010                          |
| BEC Tero Sasana FC      | 1       | 2014                          |
| Chiangrai United FC     | 1       | 2018                          |
| PT Prachuap FC          | 1       | 2019                          |

- (*) título compartido
- † Equipo desaparecido.